# المندق
المندق هي مدينة سعودية والعاصمة الإدارية لمحافظة المندق، التابعة لمنطقة الباحة.

## أصل التسمية
المندق مفعل من ندق وهو فعل ليس له ذكر في كتب اللغة ولا يستبعد أن يكون أصله نتق وهو فعل مستعمل بمعنى الجذب كنتق الغرب من البئر ونتقت المرأة كثر ولدها.

## الخدمات

### الخدمات الصحية
افتتح مستشفى المندق العام سنة 1407 هـ وكانت سعته 30 سريرا وقد تم تطويره حتى أصبح سعته 87 سريراً ويوجد به قسم لغسيل الكلى.

### الخدمات البلدية
تاسست بلدية المندق عام 1395 هـ وهي بمبنى حكومي وتخدم من مركز بلخزمر جنوبا إلى مركز برحرح شمالا

### الإدارات الحكومية
- محكمة المندق تأسست عام 1372 هـ
- كتابة عدل المندق تاسست عام 1399 هـ
- الدفاع المدني تأسس عام 1398 هـ ليقوم بخدمات وأعمال الدفاع المدني بالمحافظة وفي عام 1418 هـ تم تحوير مركز الدفاع المدني إلى إدارة الدفاع المدني بمحافظة المندق ويتبعها مركزا الدفاع المدني بدوس وافتتح عام 1404 هـ ومركز برحرح وافتتح عام 1423 هـ.
- الهلال الأحمر بمحافظة المندق والذي تم افتتاحه عام 1426 هـ
- فرع وزارة الزراعة : تأسست عام 1383 هـ باسم الوحدة الزراعية والمياة بالمندق ثم تغير المسمى إلى فرع وزارة الزرعة.
- وحدة كهرباء المندق –تاسست عام 1400 هـ
- فرع وزارة المياه بمحافظة المندق والذي يؤمن 62 قرية من قرى بالخزمر جنوباً إلى قرى برحرح شمالاً.
- إدارة الأحوال ألمدنيه بالمندق تأسست عام 1401 هـ.
- مركز الإشراف التربوي وتأسس عام 1419 هـ
- مندوبية تعليم البنات تأسست عام 1385 ه
- هيئه الأمر بالمعروف والنهي عن المنكر تأسست عام 1373 هـ
- فرع إدارة الأوقاف تأسس عام 1416 هـ
- وحدة رخص المندق تأسس عام 1418 هـ

### الخدمات التعليمية
وصل عدد المدارس بالمحافظة إلى 60 مدرسة موزعة ابتدائي ومتوسط وثانوي بالإضافة إلى 4 مدارس لتحفيظ القرآن الكريم كما يوجد بها المعهد العلمي الذي تأسس عام 1398-1399 هـ. أما بالنسب لمدارس البنات فيوجد بالمندق 42 مدرسة موزعة أبتدائي ومتوسط وثانوي بالإضافة إلى 4 مدارس لتحفيظ القرآن الكريم
ويوجد بها فرع لجامعة الباحة بنين.

### الخدمات الهاتفية
بدأت عام 1399 هـ عن طريق مقسم يدوي هندل إلى عام 1408 هـ.

### الخدمات البريدية
تأسست عام 1374 هـ وذلك عندما أمر الملك سعود بإنشاء مكتب برقيات بالمحافظة.

## مدينة صحية عالمية
أُعلن في 18 ديسمبر سنة 2019 عن اعتماد المندق مدينة صحيةً وفقاً لمنظمة الصحة العالمية.